# Aethionema
Aethionema é um género botânico pertencente às Brassicaceae. É constituída por cerca de 30 espécies, espontâneas principalmente na região mediterrânica e na Ásia Oriental. As flores podem ser brancas ou cor-de-rosa. São usadas como plantas de jardim, nalguns locais. Preferem locais rochosos e permeáveis à água. As variedades utilizadas em jardinagem descendem, principalmente, de Aethionema grandiflorum. As folhas são glabras.
Tradicionalmente, as plantas do género Aethionema fazem parte da tribo das Lepidieae - estudos actuais demonstram, contudo, que este género está bastante distanciado das outras Brassicaceae.

## Espécies
- Aethionema amoenum
- Aethionema arabicum
- Aethionema armenum
- Aethionema caespitosum
- Aethionema cappadocicum
- Aethionema carneum
- Aethionema cordatum
- Aethionema cordifolium
- Aethionema cristatum
- Aethionema elongatum
- Aethionema eunomioides
- Aethionema gracile
- Aethionema graecum
- Aethionema grandiflorum
- Aethionema heterocarpum
- Aethionema intermedia
- Aethionema iberideum
- Aethionema membranaceum
- Aethionema orbiculata
- Aethionema polygaloides
- Aethionema pulchellum
- Aethionema pyrenaicum
- Aethionema retsina
- Aethionema rotundifolium
- Aethionema rubescens
- Aethionema salmasium
- Aethionema saxatile (mesmo que Aurinia saxatilis)
- Aethionema schistosum
- Aethionema sintenisii
- Aethionema speciosum
- Aethionema spinosa
- Aethionema stenopterum
- Aethionema syriacum
- Aethionema stylosum
- Aethionema warley

- Commons
- Wikispecies